# 1849 ve fotografii
Tento článek obsahuje významné fotografické události v roce 1849.

## Události
- Le Graz zveřejnil mokrý kolodiový proces
- 11. prezident USA James K. Polk se stal prvním prezidentem v úřadu, který byl fotografován. Snímky byly pořízeny v newyorském ateliéru Mathewa Bradyho
- Carl Kellner založil optický institut ve Wetzlaru v Německu pro vývoj a prodej čoček a mikroskopů, ze kterého vznikla společnost Leitz, později Leica, výrobce fotoaparátů a optiky[1]
- Začátek činnosti fotografické firmy Southworth & Hawes v Bostonu[2]
- John McCosh, chirurg armée du Bengale, pořídil sérii fotografií z druhé anglo-sikhské války[3]

## Narození v roce 1849
- 8. ledna – Herman van der Worp, nizozemský fotograf a malíř († 9. dubna 1941)
- 20. ledna – Otto Wegener, francouzský portrétní fotograf švédského původu působící v Paříži († 4. února 1924)
- 22. ledna – August Strindberg, švédský spisovatel, malíř, fotograf a novinář († 14. května 1912)
- 27. ledna – François Brunery, italský fotograf († 10. srpna 1926)
- 30. ledna – Hyacinthe Fourtier, francouzský voják, armádní fotograf a autor technických prací týkajících se fotografie († 29. prosince 1894)
- 13. března – F. W. Micklethwaite, kanadský fotograf († 5. prosince 1925)
- 17. března – Romualdo Moscioni, italský fotograf († 7. července 1925)
- 15. března – Volodymyr Osypovyč Šuchevyč, ukrajinský veřejný činitel, etnograf, fotograf, učitel a publicista († 10. dubna 1915)
- 18. března – Josyp Celestianovyč Chmelevskyj, ukrajinský fotograf († 5. srpna 1924)
- 23. dubna – Wojciech Piechowski, francouzský polský malíř a fotograf († 13. listopadu 1911)
- 3. května – Jacob Augustus Riis, dánský fotograf, sociolog, novinář a spisovatel působící ve Spojených státech († 26. května 1914)
- 14. června – Andreas Mathias Anderssen, norský fotograf († 2. května 1943)
- 26. června – Sarah Angelina Acland, anglická fotografka († 2. prosince 1920)
- 12. července – Moritz Adler, český fotograf († 29. listopadu 1930)
- 1. srpna – Arthur Maschka-Bellmann, český tiskař, nakladatel, fotograf a majitel tiskárny († 28. listopadu 1921)
- 7. září – Ina Liljeqvistová, finská fotografka působící v Oulu († 6. února 1950)
- 19. listopadu : Pierre Sayve, francouzský fotograf († 13. ledna 1897)
- 20. listopadu – Francisco Laporta Valor, španělský fotograf († 1914)
- ? – Karl Friedrich Wunder, německý fotograf († 1924)
- ? – Wilhelm Ivens, nizozemský fotograf († 1904)
- ? – Marthinius Skøien, norský fotograf († 3. března 1916)

## Úmrtí v roce 1849
- 26. prosince – William Valentine, kanadský portrétista a daguerrotypista anglického původu (* 1798)